# El Escorial
El Escorial ist eine Gemeinde im Nordwesten der spanischen Autonomen Gemeinschaft Madrid. Sie liegt in der Sierra de Guadarrama und ist etwa 46 Kilometer von der Hauptstadt Madrid entfernt.

## Kultur
Eine Sehenswürdigkeit in der Gemeinde El Escorial ist die nach Wünschen von König Philipp II. nach Entwürfen von Francisco de Mora errichtete Kirche des Heiligen Barnabas (Iglesia de San Bernabé).
Die bekannte Kloster- und Schlossanlage Real Sitio de San Lorenzo de El Escorial, welche zum Weltkulturerbe der UNESCO zählt, sowie die franquistische Gedenkstätte Valle de los Caídos befinden sich hingegen nicht in der Gemeinde El Escorial, sondern in der Nachbargemeinde San Lorenzo de El Escorial.

## Einzelnachweise

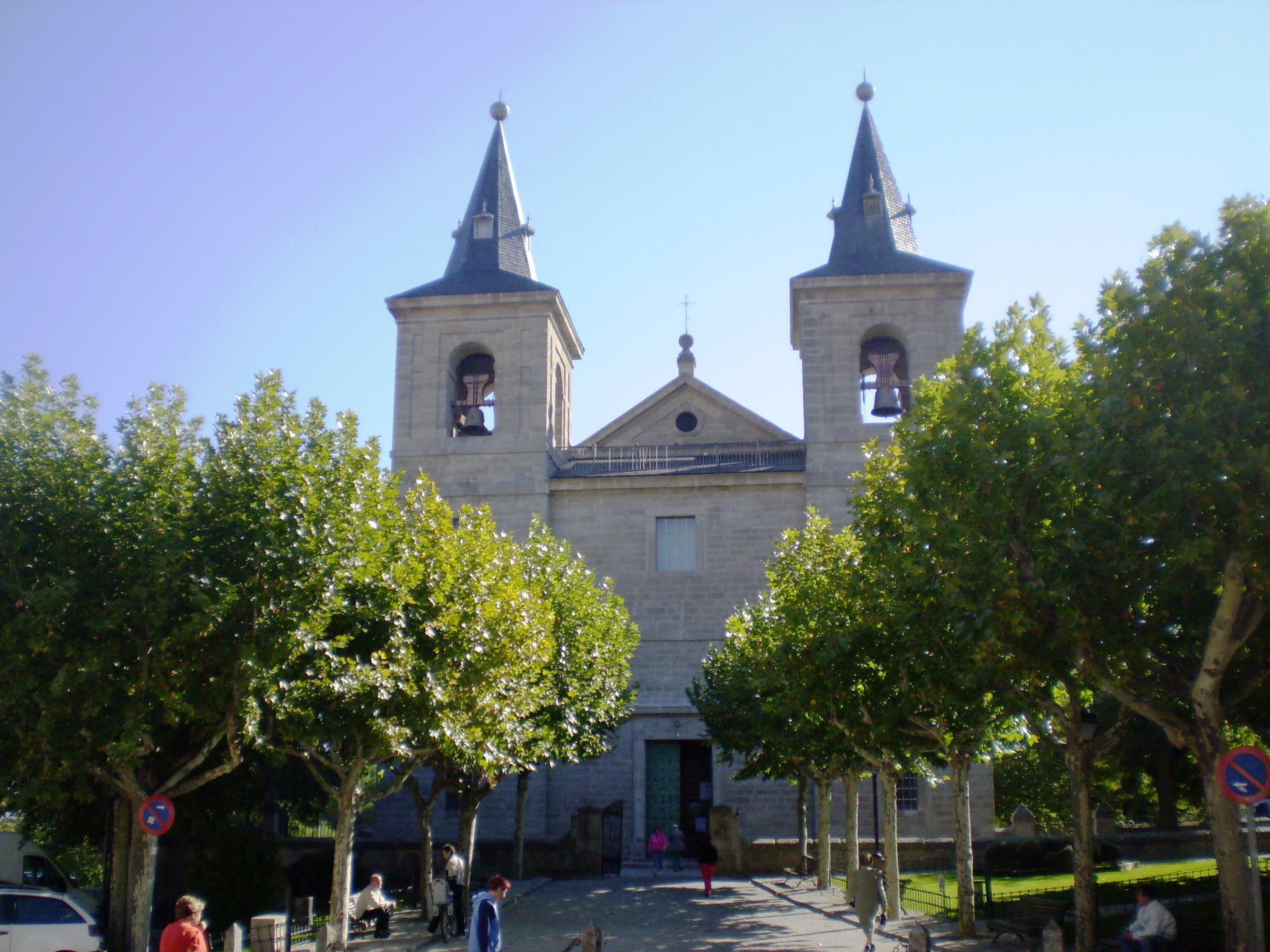
Iglesia de San Bernabé